# Notiophilus biguttatus
Notiophilus biguttatus là một loài bọ cánh cứng thuộc họ Carabidae đặc hữu của miền Cổ bắc. Loài này được Fabricius miêu tả lần đầu năm 1779.
Ở châu Âu, nó được tìm thấy ở Áo, Belarus, Bỉ, Bosna và Hercegovina, Quần đảo Anh, Bulgaria, Corse, Croatia, Síp, Cộng hòa Séc, mainland Đan Mạch, Estonia, Quần đảo Faroe, Phần Lan, chính quốc Pháp, Đức, Hungary, Iceland, Ireland, chính quốc Ý, Kaliningrad, Latvia, Liechtenstein, Litva, Luxembourg, Cộng hòa Macedonia, Moldova, Bắc Ireland, mainland Na Uy, Ba Lan, Chính quốc Bồ Đào Nha, Nga, Sardegna, Sicilia, Slovakia, Slovenia, Chính quốc Tây Ban Nha, Thụy Điển, Thụy Sĩ, Hà Lan, Ukraina và Nam Tư.
It has also been introduced to North America with Canadian records for both Atlantic và bờ biển Thái Bình Dương: Nova Scotia, Newfoundland, New Brunswick và British Columbia.

## Hình ảnh

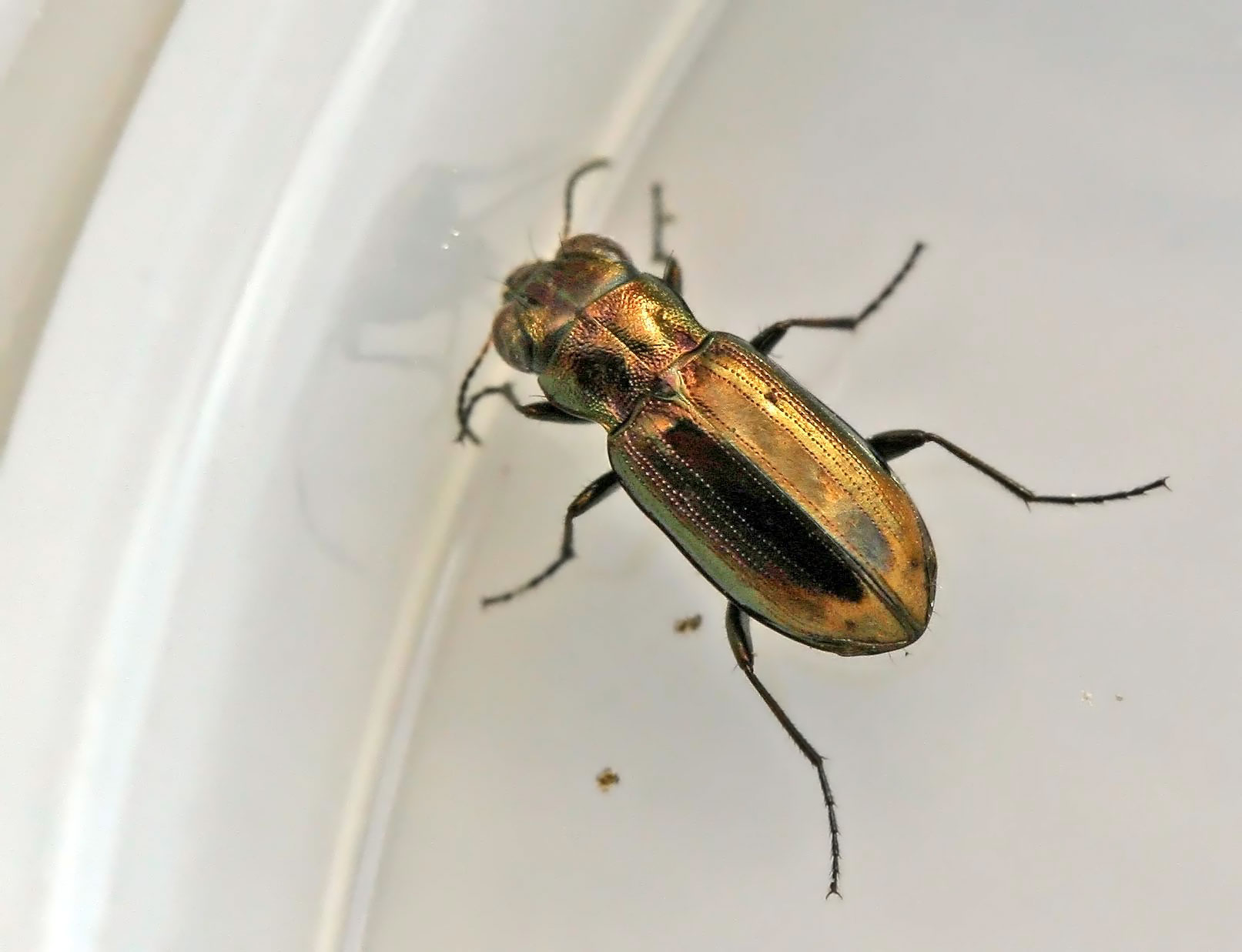
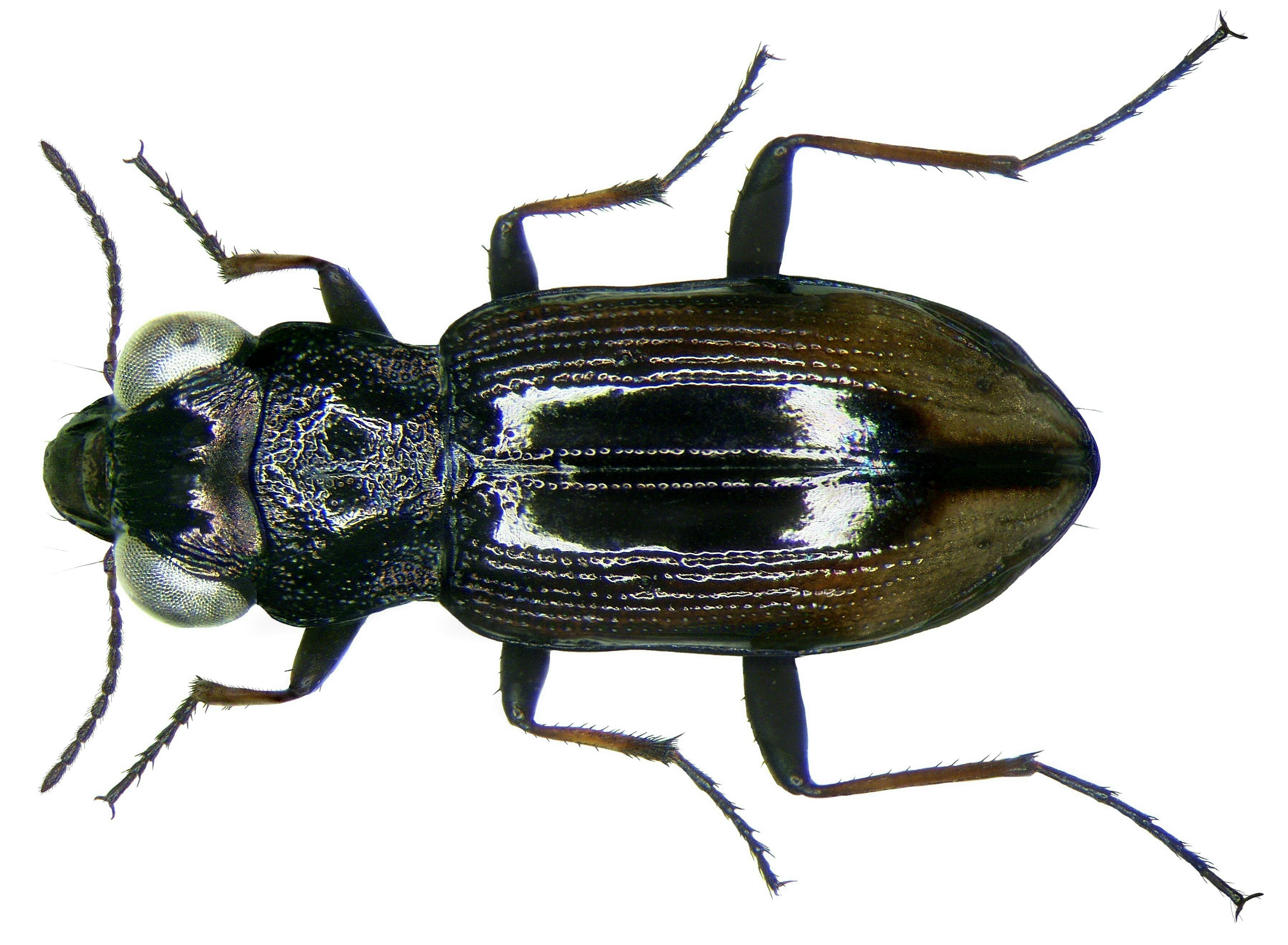
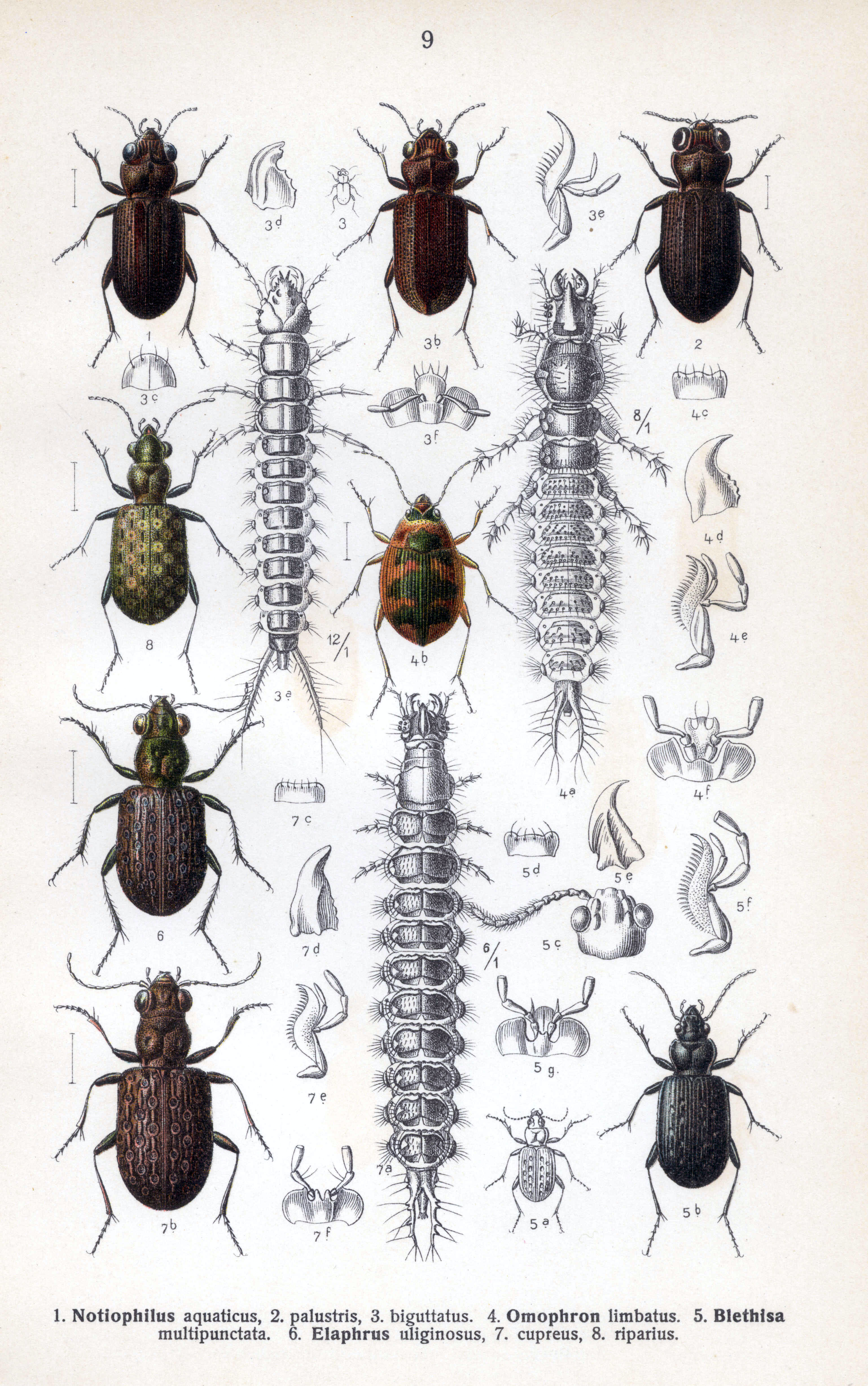